# Johnny Araya Monge
Johnny Araya Monge, né le 29 avril 1957 à Palmares est un ingénieur et homme politique costaricien, membre du PLN (centriste) et maire de San José. 
Candidat à la présidence en 2014, il démissionne, donné largement battu par les sondages et soupçonné d'abus de pouvoir et de détournement de fonds.  